# إليز مورو
إليز مورو (بالفرنسية: Élise Moreau)‏ هي مؤدية وكاتِبة وشاعرة فرنسية، ولدت في 14 يوليو 1813 في روشفور في فرنسا، وتوفيت في 1876 في باريس في فرنسا.